# Пещери Могао
Пещерите Могао (на китайски: 莫高窟) са система от няколкостотин пещерни храма, разположени в пещери в речния оазис на Пътя на коприната в община Могао на град Дунхуан на провинция Гансу, на около 25 km от центъра на града.
Тук будистките монаси са издълбали между IV и XII век около 1000 пещери във високите около 17 m скали и са ги украсили с будистки мотиви (статуи на Буда, скулптури и стенописи). От тези пещери 492 са запазени до днес и отчасти са достъпни за туристите. До 1995 г. са открити още 248 пещери
През 1987 година комплексът на пещерите Могао е включен в Списъка на световното наследство на ЮНЕСКО.

## Етимология
В превод Могао означава „пещери, в които трудно се стои прав“:с. 121

## История
През 1900 г. монах-даоист открива пещера, в която са зазидани 50 000 ръкописа от IV до XI век, за да бъдат запазени от нахлуващите монголци. Най-късният документ е от 1002 г. Повечето от тези документи са притежание на Британския музей. През 1907 г. археологът от унгарски произход Аурел Стейн, изследвайки Пътя на коприната, открива в пещерите т. нар. Диамантена сутра – една от най-известните сутри, най-старата печатна книга (ок. 868 г.) Той се договаря с монаха за част от ръкописите като такса. По това време и френски археолог открива ръкописи от 4 и 5 век от китайски, тибетски и други азиатски езици. Свалени са някои от фреските. И други археолози от Русия, Япония, САЩ посещават и съответно взимат част от ръкописите и рисунки върху коприна. Има повреди от преминаващи войски, както и кражби. През 1943 г. е създадена Академия за изследване и съхранение на пещерите. От 1961 г. те са в списъка на паметниците на Народна република Китай.
От 1987 г. те са включени в световното културно наследство на Китай.

### Стенописи
Стенописите на Могао са отражение на многовековните традиции на китайското изобразително изкуство. Голяма част от стенописите са посветени на Буда, на неговите проповеди и джатаки, на бодхисатва, апсара (феите), монаси, благочестиви вярващи. Вероятно в миналото тези изображения са служили за представянето на каноните на будизма на неграмотните хора. Много от стенописите възпроизвеждат истински събития от историята на разпространението на будизма. В почти всички пещери има изображения на летящи аспари, които пеят, танцуват, свирят на музикални инструменти, хвърлят цветя докато съпровождат Буда, който чете проповеди. Те нямат крила, а да летят им помагат дълги разноцветни ленти. Има и стенописи, показващи сцени от живота на императора, турнири на военни, сватбена церемония, лов, риболов, хора от различни националности и социални групи.